# إيفان غوتمان
إيفان غوتمان هو كيميائي ورياضياتي (وحمل سابقاً جنسية يوغوسلافيا)، ولد في 1947.